# Lekkoatletyka na Letnich Igrzyskach Paraolimpijskich 2004 – rzut dyskiem kl. F38 mężczyzn
W rzucie dyskiem kl. F38 (zawodnicy stojący z porażeniem mózgowym) mężczyzn podczas Letnich Igrzysk Paraolimpijskich 2004 rywalizowało ze sobą 8 zawodników.

## Wyniki

### Finał
| Poz. | Zawodnik             | Narodowość | Rezultat | Uwagi |
| ---- | -------------------- | ---------- | -------- | ----- |
| 1    | Oleksandr Doroszenko | Ukraina    | 44.58    | WR    |
| 2    | Javad Hardani        | Iran       | 43.27    |       |
| 3    | Thomas Loosch        | Niemcy     | 41.19    |       |
| 4    | Petr Vratil          | Czechy     | 38.51    |       |
| 5    | James Show           | Kanada     | 37.42    |       |
| 6    | Roman Kolek          | Czechy     | 36.28    |       |
| 7    | Dusan Grezl          | Czechy     | 35.42    |       |
| 8    | Brian Harvey         | Australia  | 28.71    |       |